# Chiesa di San Domenico (Ceglie Messapica)
La Chiesa di San Domenico  è un edificio di culto di Ceglie Messapica. Situata nel centro storico della cittadina, risale alla fine del XVII secolo. La chiesa è espressione del barocco pugliese.

## Storia
La chiesa è annessa a un ex convento monacale dell'ordine domenicano che ha ospitato per anni (fino al 2004) la sede del palazzo di città. Il complesso fu edificato tra il 1534 e il 1570, una delle sue ali ha ospitato anche un sanatorio.
L'attuale chiesa, costruita tra il 1688 e il 1700, è in stile barocchetto leccese. 
Nella chiesa sono state conservate tra il novembre 1968 e il settembre 2016 le settecentesche statue dei Misteri, portate in processione il venerdì Santo.

## Architettura

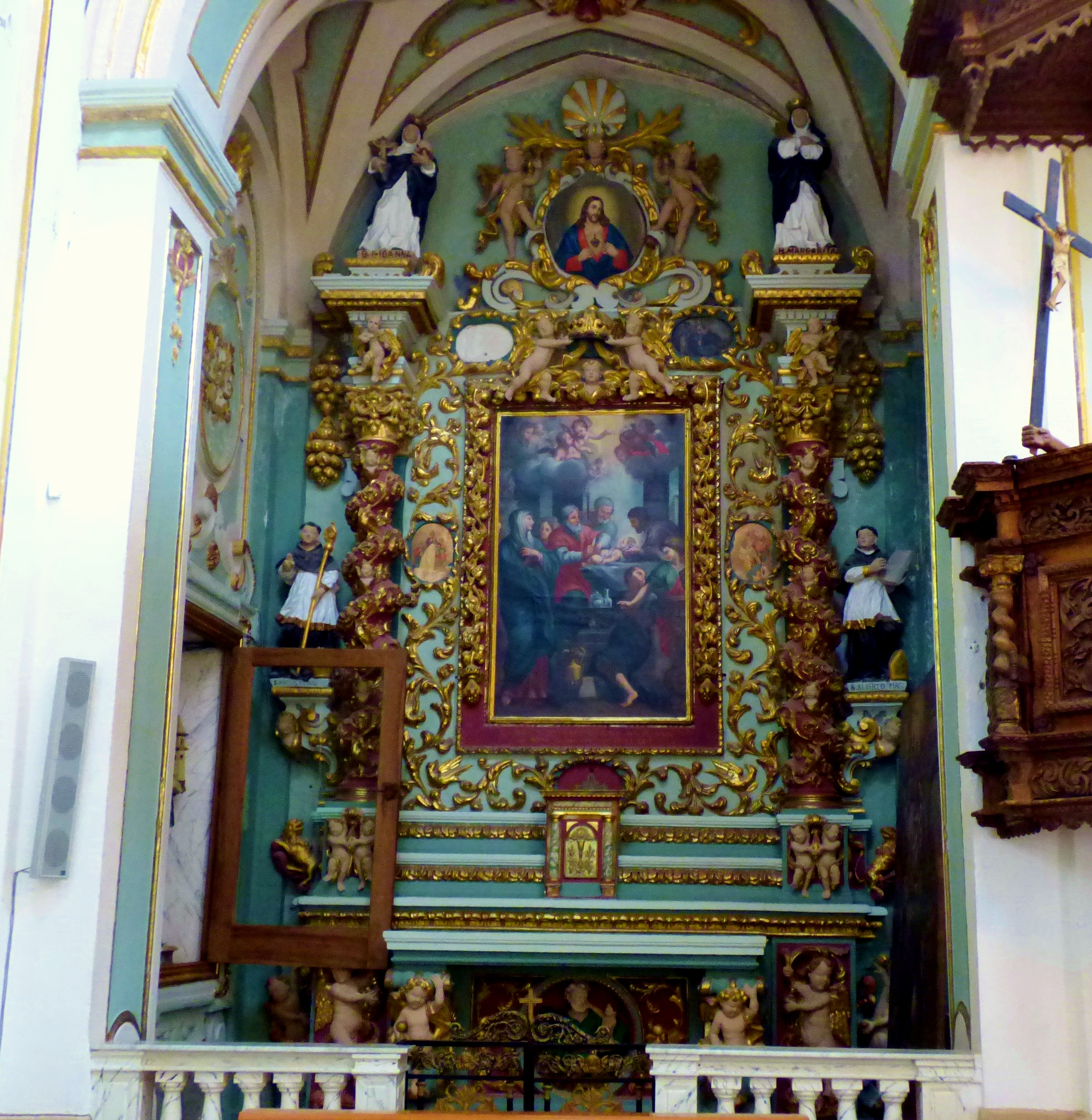
Chiesa di San Domenico, altare della Presentazione al Tempio di Gesù

L'edificio è a una sola navata a cui si affiancano 6 ambienti collaterali, di cui 5 cappelle e un ambiente che conduce all'ingresso laterale.
All'interno della navata, sulla porta centrale, è posta l'Ultima Cena opera del Casale datata 1776.
Barocco è l'altare maggiore in marmo, con il portello del ciborio donato da Pietro Allegretti Cavallo nel 1866; sulla cantoria, collocata sopra l'altare maggiore, lo splendido organo positivo che necessita di un urgente restauro.
Nell'abside, dietro l'altare maggiore, il coro ligneo del XVII secolo. Al centro della chiesa, due pulpiti in legno: a sinistra è posto quello più antico, di età medievale, opera di grande pregio artistico; a destra, in posizione elevata, il pulpito del XVII secolo (anno 1717), impreziosito dagli intagli delle colonnine tortili e dei pannelli decorativi.

Le 5 cappelle laterali dai caratteristici altari barocchi in pietra sormontati da pale e medaglioni ed accomunate dalla presenza di colonne tortili o bombate, stemmi dell'Ordine dei Domenicani, statue litiche di santi domenicani, puttini, fregi e decorazioni dorate, sono separate, attraverso balaustre in pietra e cancelletti, e rialzate rispetto alla navata centrale.

### Le Cappelle
Nel lato destro troviamo 3 cappelle, la prima entrando, era la cappella dedicata a San Vincenzo Ferreri, infatti ospitava sull'altare una grande tela del santo, purtroppo andata irrimediabilmente persa a causa delle infiltrazioni d'acqua a cui ancora oggi la cappella è soggetta; la tela fu poi sostituita da una croce processionale della Congrega dell'Immacolata. A seguire la cappella centrale con l'altare dedicato a San Domenico, anche in questo caso è presente una grande tela. Per ultima troviamo la cappella con l'altare della Presentazione al tempio di Gesù. In una nicchia della cappella è collocata la statua lignea di S. Domenico di Guzman, Padre Fondatore dell'Ordine. Un'altra statua (un semi busto), sempre di San Domenico, è presente sul portale laterale della chiesa in via Elia.
Le cappelle sul lato sinistro sono invece due, al posto della centrale infatti è stato ricavato un ambiente che conduce all'ingresso laterale in cui sono collocati degli armadi contenenti l'Addolorata e la Madonna della Vittoria o del Rosario, con abito riccamente decorato.
La prima cappella ha l'altare dedicato a San Tommaso d'Aquino raffigurato su una tela, mentre in una nicchia è collocata la statua lignea di San Vincenzo Ferreri, sicuramente non nella sua collocazione originale, il simulacro infatti presenta le ali smontate per l'esiguità dello spazio. Passata lo spazio centrale si trova la cappella dedicata Madonna del Rosario, a circondare la grande tela centrale dell'altare troviamo 15 ovali raffiguranti la vita di Gesù.

### La Sagrestia
Nella sagrestia a sinistra, piccolo ambiente posto nelle adiacenze della chiesa per le monache di clausura che per breve periodo hanno abitato il convento, è collocato il sacello della duchessa Isabella Noirot del Belgio, consorte del duca di Ceglie Diego Lubrano, deceduta giovanissima nel 1641. Anche nel lato destro, alle spalle dell'altare, si trova un ambiente affrescato nel 1719, sicuramente utilizzato in passato per raggiungere il chiostro e da cui oggi è possibile raggiungere la scala in pietra che conduce alla cantoria e da cui si azionavano le campane del doppio campanile a vela.